# Manuel Sadosky
Pour les articles homonymes, voir Sadosky.
Manuel Sadosky (13 avril 1914 - 18 juin 2005) est un mathématicien argentin né à Buenos Aires d'immigrants juifs russes fuyant les pogroms. Il est largement considéré comme le père des études en informatique en Argentine.

## Biographie
Fils de cordonnier, Sadosky a étudié à l'école de professeurs de Escuela Mariano Acosta (es). Le romancier Julio Cortázar était son camarade de classe et il est resté un ami de longue date. Depuis son enfance, il était un ardent supporter du club San Lorenzo de Almagro. Il a épousé une autre mathématicienne et activiste Cora Ratto de Sadosky en 1937 ; ils ont eu une enfant, Cora Sadosky, également mathématicienne. 
Sadosky a obtenu son diplôme de docteur en physique et mathématiques à l'université de Buenos Aires en 1940, sous la supervision d'Esteve Terradas. Il a ensuite rejoint l’Institut Henri-Poincaré à Paris afin de poursuivre des études postdoctorales grâce à une bourse accordée par le gouvernement français. Après une autre année en Italie, il est retourné en Argentine où il a dû faire face à des options d’emploi compliquées en raison de son opposition au régime péroniste. Depuis 1940, il est affilié au Parti communiste.
Après que le coup d'État de 1955 ait évincé Perón, il a pris un poste de professeur à l'université de Buenos Aires, où il a été vice-doyen de la Faculté des Sciences exactes et naturelles de 1957 à 1966. 
En 1960, il a été chargé de développer l'Institut d'informatique (Instituto de Cálculo) de l'université, qui a abrité Clementina (es) (un Ferranti Mercury), le premier ordinateur argentin pour la recherche et l'éducation. Il dirigea l'institut jusqu'à ce qu'un coup d'État installe une dictature militaire en 1966, date à laquelle il démissionna pour s'opposer à l'intervention du gouvernement dans les universités d'État jusque-là autonomes (« La Noche de los Bastones Largos (en) »). Il s'installe en Uruguay et trouve un emploi à Montevideo, à l'université de la République, où il aide à démarrer des études en informatique et à présenter le premier ordinateur de recherche du pays. 
Il a par la suite pu retourner en Argentine, mais l'Escadron de la mort de l'Alliance anticommuniste argentine a menacé de le tuer et il s'est enfui avec sa famille en 1974, travaillant pour l'Uruguay et le Venezuela. Avec le retour de la démocratie en Argentine en 1983, le président Raúl Alfonsín le nomma secrétaire d'État à la Science et à la Technologie (jusqu'en 1989). 
L'une de ses principales contributions à l'informatique au cours de cette période est la création de l'École latino-américaine d'informatique supérieure (Escuela Superior Latinoamericana de Informática (es), ESLAI). 

## Prix et distinctions
Sadosky a été nommé Citoyen illustre de la ville de Buenos Aires. 
Le département d'informatique de la faculté des sciences exactes et naturelles de l'Université de Buenos Aires porte son nom. 
Il est lauréat du prix Konex d'Honneur en 2006.

## Publications
- (es) Manuel Sadosky, Rebeca Guber: Elementos de Calculo Diferencial e Integral, 2004,  (ISBN 978-9505531226)
- (es) Cherep de Guber, Rebeca; Manuel Sadosky: Elementos de Calculo Diferencial E Integral T 2, 1972,  (ISBN 978-9505530007)